# Marcelin Défourneaux
Marcelin Défourneaux, historiador e hispanista francés.

## Biografía
Se interesó sobre todo por los problemas ideológicos existentes en la España de la Ilustración y en particular por la figura del ilustrado peruano Pablo de Olavide, y escribió libros de divulgación  sobre la vida cotidiana en tiempos del Siglo de Oro y la Edad Media. 

## Obras
- L'Inquisition espagnole et les livres français au XVIIIème siècle, Paris: Presses Universitaires de France, 1963, traducido como Inquisición y censura de libros en la España del siglo XVIII (Madrid: Taurus, 1973).
- Pablo de Olavide ou l'afrancesado (1725-1803) (Paris: Presses Universitaires de France, 1959), traducido al español como Pablo de Olavide, el afrancesado, México: Renacimiento, 1965
- Les Français en Espagne aux XIe et XIIe siècles. Paris, PUF 1949.
- La vie quotidienne en Espagne au siècle d'or. Paris, Hachette 1965.
- La vie quotidienne au temps de Jeanne d'Arc. Paris, Hachette, 1952.

- Datos: Q5995568